# Ike Eisenmann
Pour les articles homonymes, voir Eisenmann.
Ike Eisenmann est un acteur et producteur américain, né le 21 juillet 1962 à Houston (Texas).

## Biographie

### Jeunesse
Ike Keith Eisenmann naît le 21 juillet 1962 à Houston, au Texas. Sa mère est Ruth Ann (née Gumney) et son père, Albert Able Eisenmann Sr., un acteur apparu comme Cadet Don dans une émission éponyme pour enfants sur la chaîne américaine KTRK-TV (1959-1968).

### Carrière
En 1972, à l'âge de 10 ans, Ike Eisenmann fait sa première apparition dans un épisode de Mannix. Il apparaît ensuite régulièrement dans diverses séries comme Wonder Woman ou La Petite Maison dans la prairie, mais aussi surtout dans la série Le Voyage extraordinaire où il tient un des rôles principaux.
Il obtient aussi quelques rôles au cinéma comme dans Star Trek 2 : La Colère de Khan ou encore La Montagne ensorcelée.

## Filmographie

### Cinéma

#### Longs métrages
- 1975 : The Sky's the Limit de Tom Leetch : Three
- 1975 : La Montagne ensorcelée (Escape to Witch Mountain) de John Hough : Tony Malone
- 1978 : Les Visiteurs d'un autre monde (Return from Witch Mountain) de John Hough : Tony
- 1980 : La Formule (The Formula) de John G. Avildsen : Tony
- 1982 : Star Trek 2 : La Colère de Khan (Star Trek II: The Wrath of Khan) de Nicholas Meyer : Preston
- 1983 : Marjorie (Cross Creek) de Martin Ritt : Paul
- 1987 : L'Amour à l'envers (Some Kind of Wonderful) de Howard Deutch : l'invité de la fête
- 1995 : Tom and Huck de Peter Hewitt : Taverner
- 2002 : The Blair Witch Mountain Project de lui-même : Tony
- 2009 : La Montagne ensorcelée (Race to Witch Mountain) d'Andy Fickman : le shérif Antony

#### Longs métrages d'animation
- 1984 : Nausicaä de la vallée du vent (風の谷のナウシカ) de Hayao Miyazaki (voix version anglophone)
- 1986 : GoBots: War of the Rock Lords de Don Lusk, Ray Patterson et Alan Zaslove : Nick (voix)
- 1994 : Pompoko (平成狸合戦ぽんぽこ) de Isao Takahata (voix version anglophone)
- 2004 : Le Château ambulant (ハウルの動く城) de Hayao Miyazaki (voix version anglophone)

### Télévision

#### Téléfilms
- 1975 : The Kansas City Massacre de Dan Curtis : Jimmie Floyd
- 1976 : Banjo Hackett: Roamin' Free d'Andrew V. McLaglen : Jubal Winner
- 1977 : Kit Carson and the Mountain Men de ? : Randy Benton
- 1978 : The Bastard de Lee H. Katzin : le Marquis de LaFayette
- 1978 : Les chiens de l'enfer (Devil Dog: The Hound of Hell) de Curtis Harrington : Charlie Barry
- 1978 : Terror Out of the Sky de Lee H. Katzin : Eric Mangus
- 1979 : Starting Fresh de Bob Claver : Cliffie
- 1979 : Puff the Magic Dragon in the Land of the Living Lies de Charles Swenson et Fred Wolf : l’enfant qui criait au loup (voix)
- 1979 : The Little Rascals' Christmas Special de Charles Swenson et Fred Wolf : Butch (voix)
- 1982 : Dreams Don't Die de Roger Young : Danny Baker
- 1984 : La Petite Maison dans la prairie (Little House: Bless All the Dear Children) de Victor French : Erich Schiller (non crédité)
- 1987 : Blondie & Dagwood de Mike Joens, Ray Lee et Karen Peterson : Alexander Bumstead (voix)
- 1989 : Dino-Riders in the Ice Age de Steven Hahn (voix)
- 1989 : Blondie & Dagwood: Second Wedding Workout de Robert Shellhorn : Alexander Bumstead (voix)
- 2002 : Le Bossu de Notre-Dame 2 : Le Secret de Quasimodo (The Hunchback of Notre Dame II) de Bradley Raymond (voix)

#### Séries télévisées
- 1972 : Mannix : Kenny Brooks
- 1972-1974 : Gunsmoke : Clay / Johnny / Caleb (3 épisodes)
- 1973 : Kung Fu : Todd Lovitt
- 1973 : Emergency! : Kevin Paxton
- 1973-1979 : ABC Afterschool Specials : Joey Grant  / Larry (voix) / Duffy Moon / Dalton (4 épisodes)
- 1974 : Doc Elliot : Joseph Stover
- 1975 : S.W.A.T. : Timmy Lacey
- 1975 : Doctors' Hospital : Timmy Lacey
- 1975-1979 : Le Monde merveilleux de Disney (Walt Disney's Wonderful World of Color) : Three / Randy Benton / Billy (6 épisodes)
- 1976-1978 : La Petite Maison dans la prairie (Little House on the Prairie) : Viktor Pyatakov / Erich Schiller (2 épisodes)
- 1977 : Sergent Anderson (Police Woman) : Jeff Forrester
- 1977 : Le Voyage extraordinaire (The Fantastic Journey) : Scott Jordan (10 épisodes)
- 1977 : ABC Weekend Specials : Charles
- 1978 : Black Beauty : Luke Gray, enfant
- 1978 : Huit, ça suffit ! (Eight is Enough)
- 1978 : Chips (CHiPs) : Barry Lasher
- 1979 : Wonder Woman : Randy
- 1979 : L'Île fantastique (Fantasy Island) : Keith Gideon
- 1980 : Enos : Banjo
- 1981 : The Jeffersons : Dwayne
- 1983 : Hooker (T.J. Hooker) : Matt King
- 1983 : Voyages au bout du temps (Voyagers!) : Bill Cody
- 1984 : Buchanan High
- 1985 : Le Défi des Gobots (Challenge of the GoBots) : Nick Burns (voix)
- 1988 : Dino Riders (Dino-Riders) (voix)
- 1989 : Ring Raiders : Cub Jones (voix, 5 épisodes)
- 1991 : Vic Daniels, flic à Los Angeles (The New Dragnet) : Mike